# Rachel Maeder
Rachel Maeder, née le 11 janvier 1978 à Lausanne, est une écrivaine et une éditrice suisse.

## Biographie
Rachel Maeder est titulaire d’un master en égyptologie et histoire des religions obtenu en 2004 à l’Université de Genève. Sa passion pour l’égyptologie et la recherche historique imprègne ses romans policiers. Elle a également traité la question du trafic d'antiquités dans son troisième opus Pillages, ou encore du passé trouble de la Suisse durant la Seconde Guerre mondiale dans Qui ne sait se taire nuit à son pays.
Depuis juillet 2016, elle est éditrice des éditions Alphil.

## Œuvres
- Le Jugement de Seth, Éditions Plaisir de Lire, 2012
- Qui ne sait se taire nuit à son pays, Éditions Plaisir de Lire, 2013
- Pillages, Éditions Plaisir de Lire, 2016